# Cameron McEvoy
Cameron McEvoy (Gold Coast, 13 de maio de 1994) é um nadador australiano, medalhista olímpico.

## Carreira
McEvoy competiu na natação nos Jogos Olímpicos de Verão de 2016 conquistando a medalha de bronze com os revezamentos 4x100 metros livre e 4x100 m medley.
Em 29 de julho de 2023, obteve o ouro nos cinquenta livre no Campeonato Mundial de Esportes Aquáticos em Fukuoka.